# Katrin Gray
Katrin Gray (* 9. Mai 1985 in Hannover als Katrin Schwarz, zuvor bekannt als Katrin Felton) ist eine deutsche Reality-TV-Darstellerin, Fotomodel, Unterwassermodel und professionelle Meerjungfrau. Sie wurde zunächst als Schönheitskönigin bekannt.

## Leben
2010 heiratete Gray ihren damaligen Freund Spencer Felton. Zusammen wanderten sie Ende 2010 nach Australien aus und lebten von September 2011 bis April 2014 auf Ko Phuket in Thailand, wo Gray als Tauchlehrerin, Model und Meerjungfrau arbeitete. Ihre Auswanderung nach Australien wurde von der Produktionsfirma „99 Pro Media“ begleitet und später im Sendeformat Goodbye Deutschland auf dem Fernsehsender VOX ausgestrahlt.
Von Mai bis September 2014 lebte Gray in Scharm El-Scheich und El Gouna in Ägypten und arbeitete dort als Lehrerin für Tauchen, Freitauchen und Mermaiding.
Die Ehe mit Spencer Felton wurde geschieden. Gray zog im März 2015 ins westaustralische Perth. Hier unterrichtet sie Meerjungfrauenschwimmen und betreibt einen Shop, in dem Meerjungfrauenflossen erworben werden können.
2017 wurde Gray erneut von einem Kamerateam begleitet und am 12. März 2018 eine weitere Folge von ihr bei Goodbye Deutschland ausgestrahlt. Am 22. Dezember 2020 gab es eine erneute Folge bei Goodbye Deutschland in der Gray über die Wachstumspläne ihres Businesses berichtet. Weiterhin verkündete sie, dass ihr jahrelanger Stiefvater Ingo sie im Oktober 2019 adoptierte.
Gray ist in zweiter Ehe mit Ian verheiratet und lebte mit dessen Sohn bis Mitte 2021 in Australien. Derzeit leben sie in Soßmar bei Hohenhameln. Hier hat Gray im Frühjahr 2021 die Mermaid Kat World eröffnet, in der Mottoparties für Kinder angeboten werden und ein Fantasie-Laden betrieben wird.

## Karriere
Grays Karriere begann im Jahr 2006 mit ihrer Wahl zur „Miss Niedersachsen“ und „Miss Deutschland International“. In weiteren Schönheitswettbewerben gewann sie die Titel „Deutsches Hochzeitsmodel 2006“ und „Queen of the world Germany 2007“. Im Jahr 2008 nahm sie am Modelwettbewerb Sea Star Discovery teil und wurde „Sea Star Girl 2008“. Nachdem sie als Miss Deutschland International ihre ersten Modelerfahrungen in Deutschland gesammelt hatte, trat die gelernte Versicherungskauffrau ab 2008 auch in China, Thailand, der Türkei, Frankreich, England und Australien als Model auf. Sie wurde unter anderem im deutschen FHM Magazin und für eine Werbekampagne des deutschen Fußballvereins Hannover 96 als Fotomodel abgelichtet.
Im Jahr 2012 begann Gray als Unterwassermodel und professionelle Meerjungfrau unter dem Künstlernamen „Mermaid Kat“ zu arbeiten. Im August 2012 eröffnete Gray ihre Meerjungfrauenschule in Thailand. Ihr erster Meerjungfrauenkurs wurde im Rahmen der Sendung Auf und Davon begleitet auf dem Fernsehsender VOX ausgestrahlt. Gray und ihre ausgebildeten Meerjungfrauen-Trainerinnen unterrichten regelmäßig Meerjungfrauenkurse in Deutschland. und Australien.
Gray arbeitet als Unterwassermodel und Meerjungfrau für internationale Auftraggeber. Sie schauspielte in der deutschen Krimiserie SOKO Wismar in der Folge Die kleine Meerjungfrau (2015). Sie spielte 2014 im Musikvideo Mädchen vom Meer der deutschen Rock- und Popband The Knechtsand. Als Unterwassermodel posierte sie neben wilden Delfinen, Haien und Salzwasserkrokodilen.
Im Frühjahr 2018 schrieb Gray ihr erstes deutschsprachiges Buch Mermaiding – Endlich Meerjungfrau, das seit Februar 2019 über den Heel Verlag vertrieben wird.
Unterwasserfotograf Konstantin Killer gewann sowohl im Jahr 2018 als auch im Jahr 2021 den Underwater Photo Grand Prix in der Kategorie UW Fashion mit Fotos, die Katrin Gray als Unterwassermodel zeigen.

## Soziales Engagement
Gray unterstützt mehrere soziale Projekte. So hatte sie 2006 bei „Beauties in motion“, einem Modelcontest für Menschen im Rollstuhl, die choreographische Leitung. Josephine Opitz, eine Teilnehmerin, zitierte Gray sogar einige Jahre später in ihrem Buch „Auf dem Laufsteg bin ich schwerelos“.
Ebenfalls war Gray Gründungsmitglied des mittlerweile wieder aufgelösten Haischutzvereins „Sharkchance“. In Hannover arbeitete sie mit geistig und körperlich beeinträchtigten Kindern und Jugendlichen. Zusammen mit Mirko Slomka, Ex-Trainer von Hannover 96, unterstützte sie 2009 eine Typisierungsaktion, um Stammzellenspender für Leukämiepatienten zu finden.
Als Meerjungfrau unterstützt Gray internationale Kampagnen zum Tier- und Umweltschutz.
Für die internationale Haischutzkampagne „Facing Grace“ war Katrin Gray der erste Mensch, der mit Hammerhaien und Tigerhaien in einer Meerjungfrauenflosse geschwommen ist. Im Januar 2019 und 2020 trat Gray auf der Wassersportmesse boot in Düsseldorf in Zusammenarbeit mit der Deutschen Meeresstiftung auf, um Zuschauer auf die Verschmutzung und Überfischung unserer Meere aufmerksam zu machen. Weiterhin arbeitete sie mit Organisationen wie Project Aware, Green Batch und Sea Shepherd zusammen.
Für Haischutzkampagnen schwamm Gray in Meerjungfrauenflosse in den Haifischbecken der Aquarien Underwater World Pattaya in Thailand, Aquaria KLCC in Malaysia und AQWA in Westaustralien.

## Trivia
Im Sommer 2015 war Gray als Kandidatin in der Game Show Kaum zu glauben!, in der sie 1000 Euro gewann, nachdem das prominente Rateteam ihren Beruf als professionelle Meerjungfrau nicht erraten konnte.
Im Januar 2016, wurden Gray und der ehemalige NASA-Astronaut Leroy Chiao zu den offiziellen Maskottchen der Kreuzfahrtgesellschaft Dream Cruises ernannt. Seitdem tritt Gray regelmäßig auf deren Kreuzfahrtschiffen als Meerjungfrau auf, unterrichtet Meerjungfrauenkurse an Bord und hält Präsentationen zum Meeresschutz.

## TV-Auftritte (Auswahl)
- 2006: Das Strafgericht (RTL)
- 2006: Taff (ProSieben)[41]
- 2006: Taff (ProSieben)[42]
- 2008: 17.30 Regionalmagazin (Sat.1)[43]
- 2012: 17.30 Regionalmagazin (Sat.1)[44]
- 2012: Goodbye Deutschland (VOX)[45]
- 2013: Auf und Davon (VOX)
- 2014: Sat.1 Frühstücksfernsehen (Sat.1)
- 2014: 17.30 Regionalmagazin (Sat.1)
- 2015: Kaum zu glauben! NDR Fernsehen
- 2015: Hallo Niedersachsen NDR Fernsehen
- 2015: SOKO Wismar ZDF
- 2016: Yolo (RTL)
- 2016: Mare TV NDR Fernsehen
- 2016: RTL Nord (RTL)[46]
- 2017: The Morning Show (Seven Network, Australien)
- 2018: Goodbye Deutschland (VOX)[47]
- 2019: Nordtour NDR Fernsehen
- 2019: Goodbye Deutschland (VOX)[48]
- 2019: Timster (KIKA)[49]
- 2019: buten un binnen (Radio Bremen)[50]
- 2019: 17.30 Regionalmagazin (Sat.1)[51]
- 2020: NTV Wirtschaft (n-tv)[52]
- 2020: Hier und Heute (WDR)[53]
- 2020: DAS (NDR Fernsehen)[54]
- 2020: Goodbye Deutschland (VOX)[55]
- 2021: Nachtcafé (Talkshow) (Südwestrundfunk)[56]
- 2021: Big Stories (ProSieben)[57]
- 2021: Explosiv Stories (RTL)[58]
- 2021: Punkt 12 (RTL)[59]
- 2022: Volle Kanne (ZDF)[60]
- 2022: Byron Baes (Netflix, Australien)[61]
- 2022: Daniela Katzenberger (RTL II)[62]
- 2022: Waschen, Schneiden, Leben! (ZDF)[63]
- 2022: Drehscheibe (ZDF)[64]
- 2022: Explosiv Stories (RTL)[65]
- 2023: Wir sind Dorf NDR Fernsehen[66]
- 2023: Nordtour NDR Fernsehen[67]
- 2024: Die Beni Challenge Disney Channel (Deutschland)[68]

## Filmografie
| Jahr | Titel                                                     | Rolle                             | Genre                     |
| ---- | --------------------------------------------------------- | --------------------------------- | ------------------------- |
| 2010 | The Far Cry The Experience - Episode 2                    | Mädchen mit Tattoo auf dem Rücken | TV Mini-Serie             |
| 2014 | Anything for Alice                                        | Freundin                          | Französischer Comedy Film |
| 2014 | Project Moken                                             | Sie selbst                        | Dokumentation             |
| 2014 | Mädchen vom Meer - The Knechtsand                         | Meerjungfrau                      | Musikvideo                |
| 2015 | SOKO Wismar - Folge: Die kleine Meerjungfrau              | Anne Lausick                      | Kriminalserie             |
| 2022 | LEXWARE Werbefilm - Mein Traum, eine Meerjungfrauenschule | Mermaid Kat                       | Buchhaltungssoftware      |

## Bücher und andere Veröffentlichungen
- Mermaiding – Endlich Meerjungfrau, Heel, Königswinter 2019, ISBN 978-3-95843-711-1
- Mermaid Orakel-Kartenset, Vachendorf, Kampenwand 2024, ISBN 978-3-98660-176-8